# Gromada Strzelca
Gromada Strzelca (znana również jako Messier 22, M22 oraz NGC 6656) – gromada kulista znajdująca się w gwiazdozbiorze Strzelca, jedna z najjaśniejszych i najbliższych Ziemi gromad kulistych. Odkrył ją Abraham Ihle 26 sierpnia 1665 roku. Gromada Strzelca znajduje się w odległości około 10 400 lat świetlnych od Ziemi i 16 000 lat świetlnych od centrum Galaktyki.

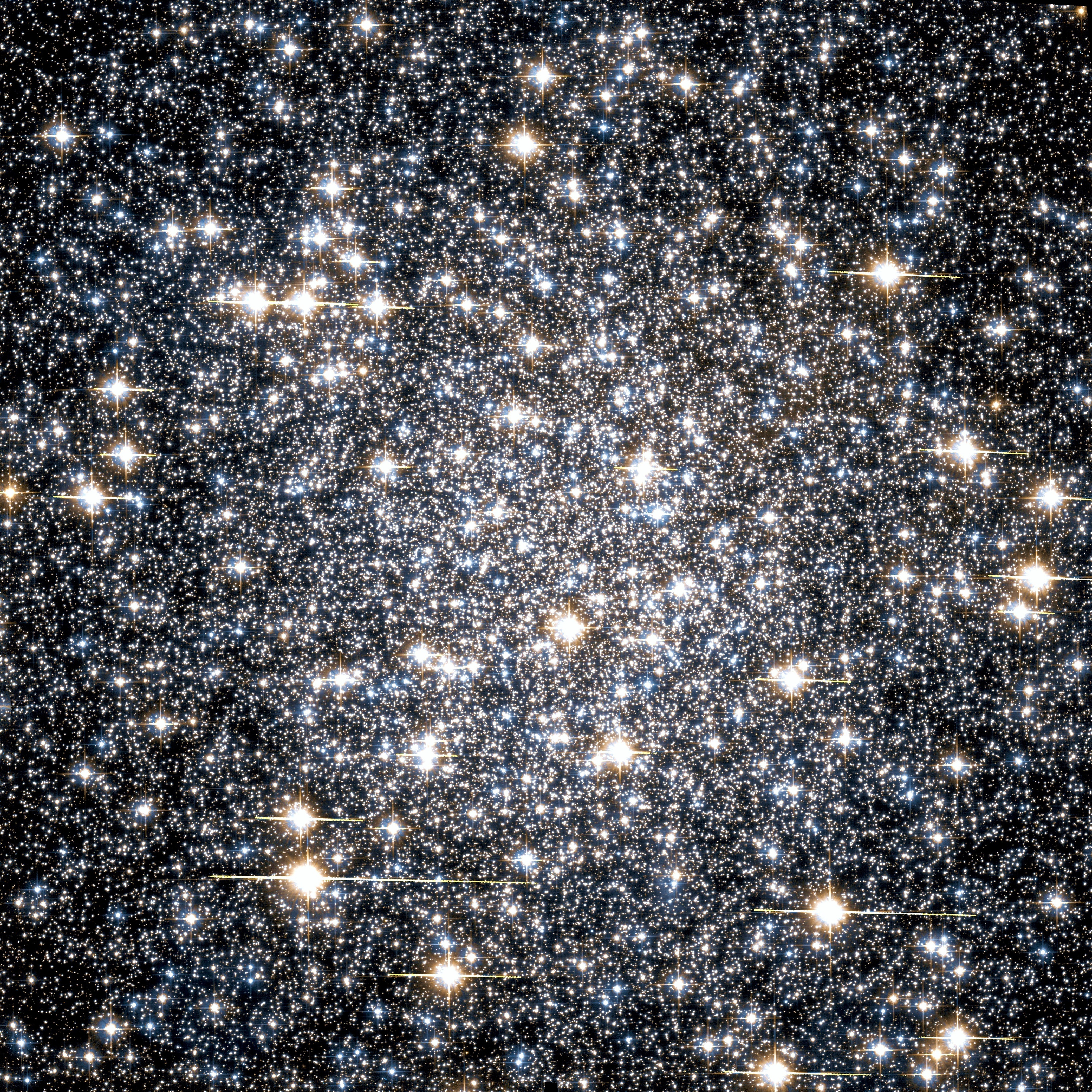
Zbliżenie centrum gromady (HST)

M22 widzialna jest jako plamka o jasności 5,1 magnitudo, o średnicy 32 minut, co przy odległości 10,4 tysięcy lat świetlnych od Ziemi, przelicza się na rzeczywistą średnicę równą 97 lat świetlnych.
W M22 doliczono się 32 gwiazd zmiennych. Znajduje się tam też mgławica planetarna IRAS 18333-2357.
W 2011 polsko-chilijski zespół badawczy przy współpracy ze szwajcarskim astrofizykiem z Universität Zürich odkrył istnienie gwiazd o małej masie w gromadzie M22 dzięki wykorzystaniu efektu mikrosoczewkowania grawitacyjnego. Odkrycie wcześniej niewidzialnych gwiazd umożliwia całkowite lub częściowe wyjaśnienie problemu „brakującej” masy w gromadach kulistych bez odwoływania się do hipotezy ciemnej materii.